# Kolej Północna

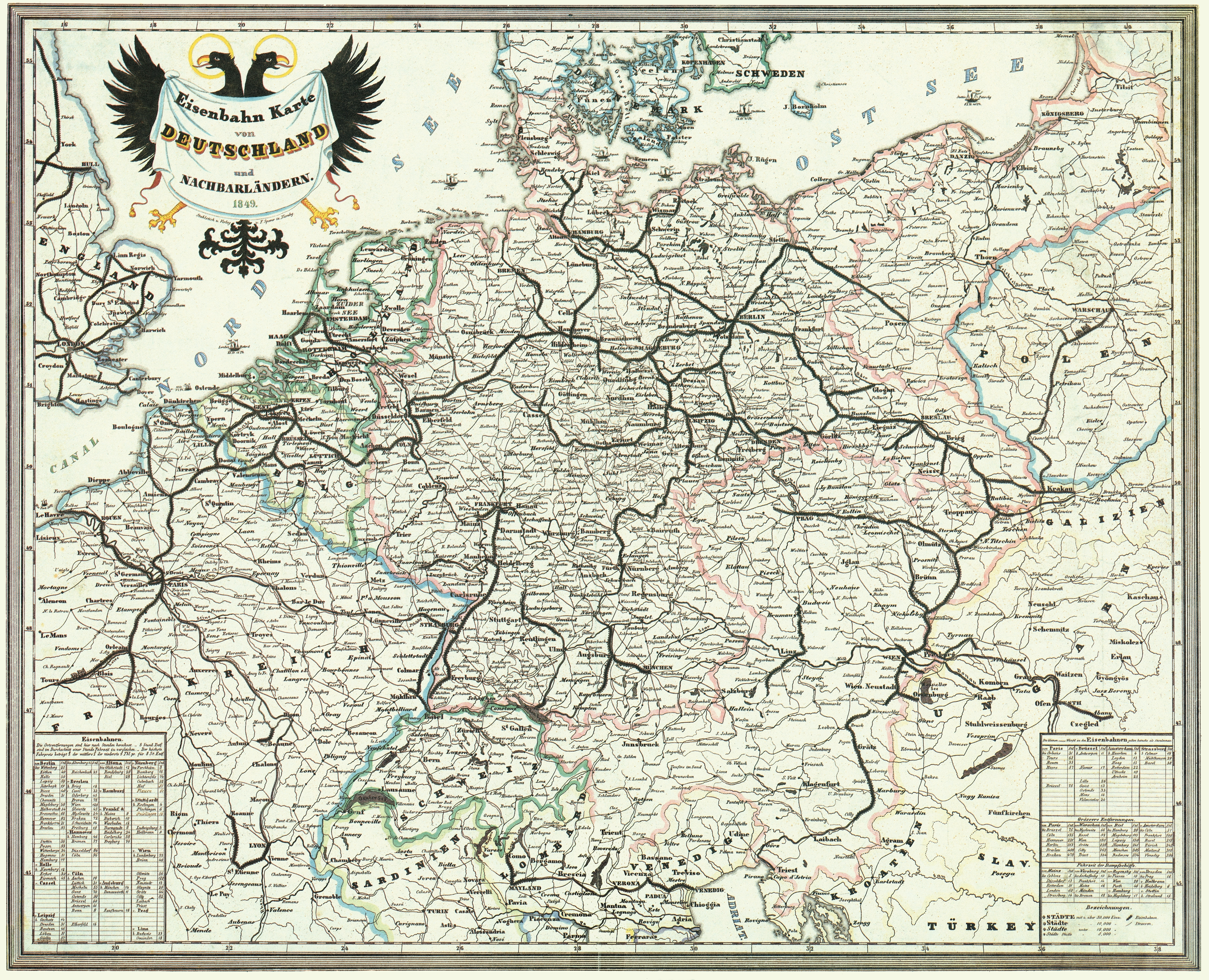
Mapa sieci kolejowej centralnej części Europy – 1849

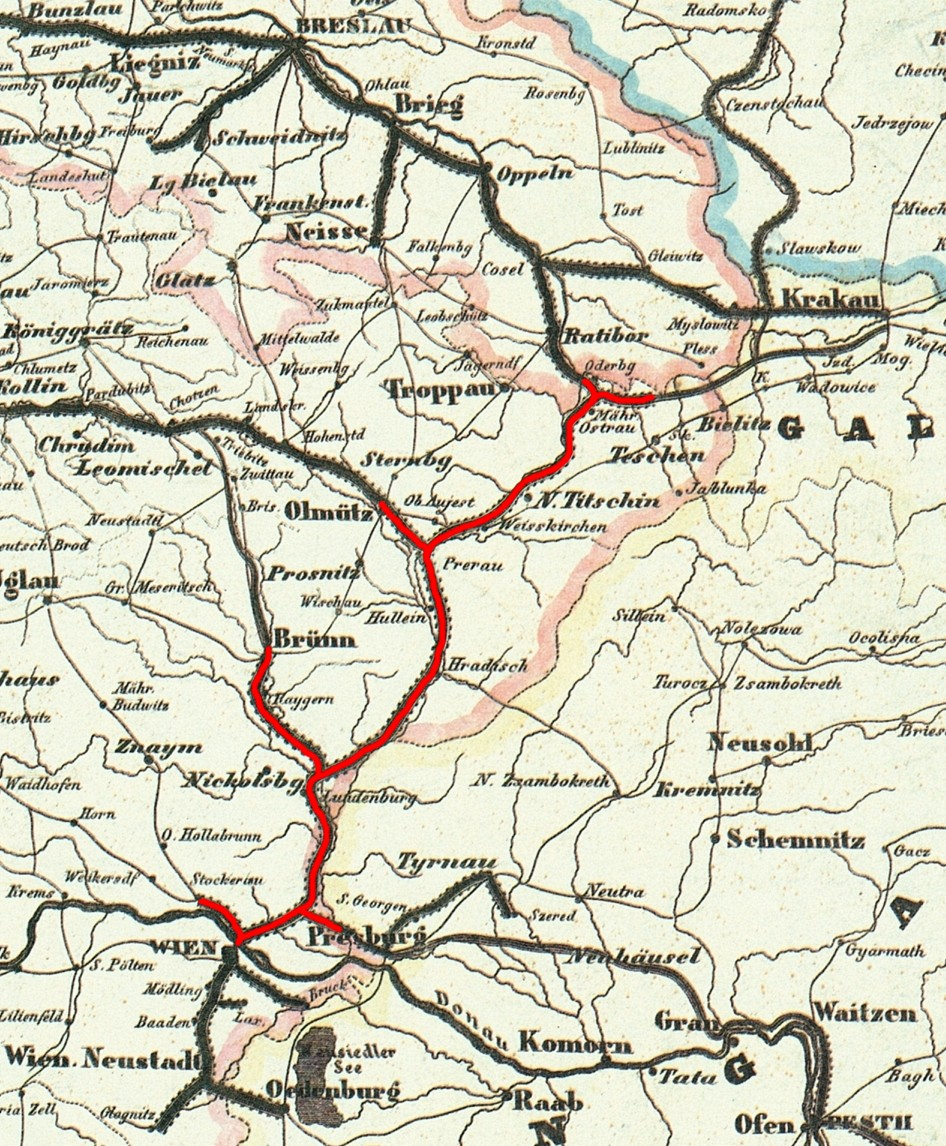
Kolej Północna Cesarza Ferdynanda w 1849

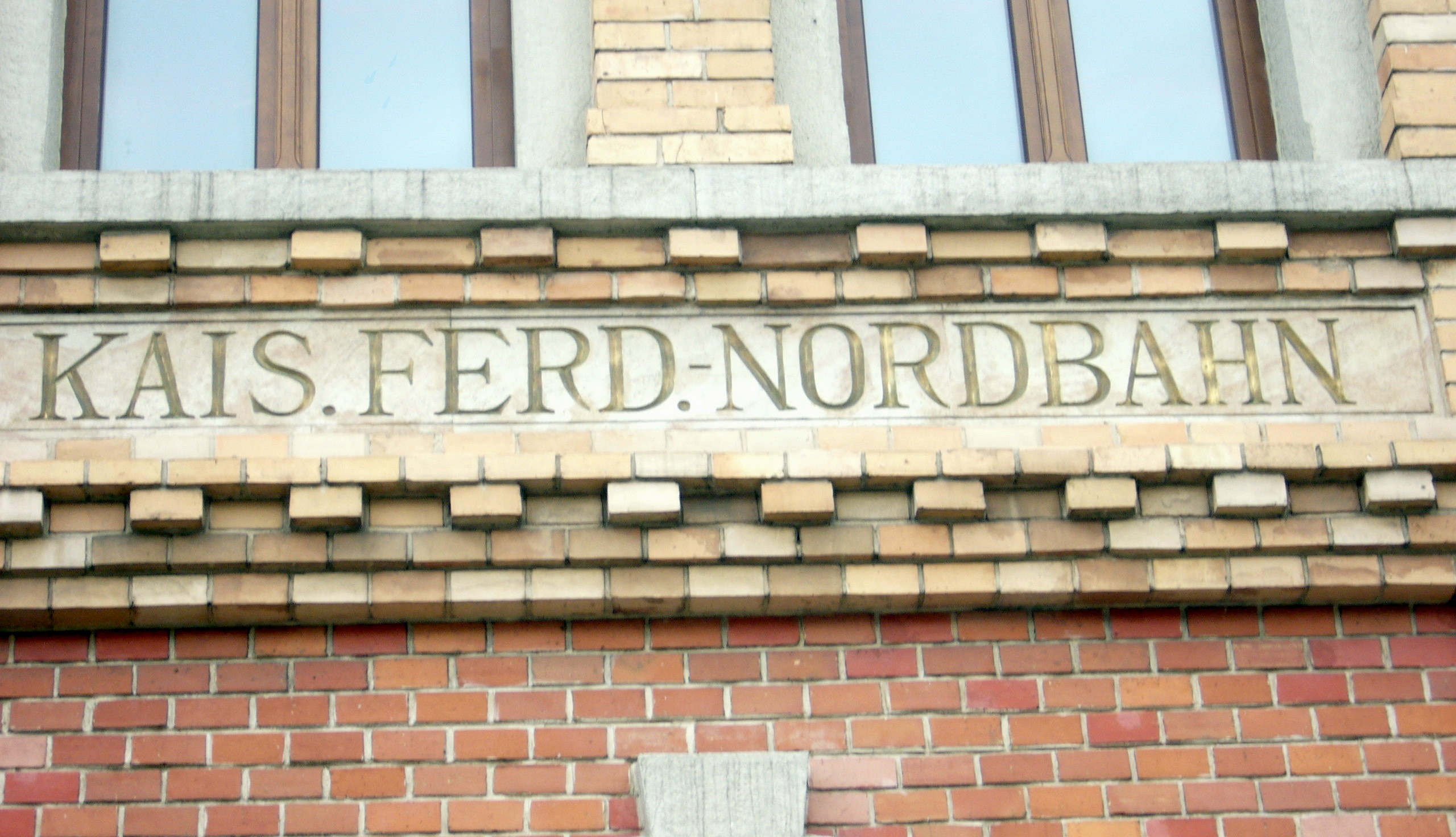
Oryginalny napis „Kolej Północna Cesarza Ferdynanda” na fasadzie dworca Bielsko-Biała Główna

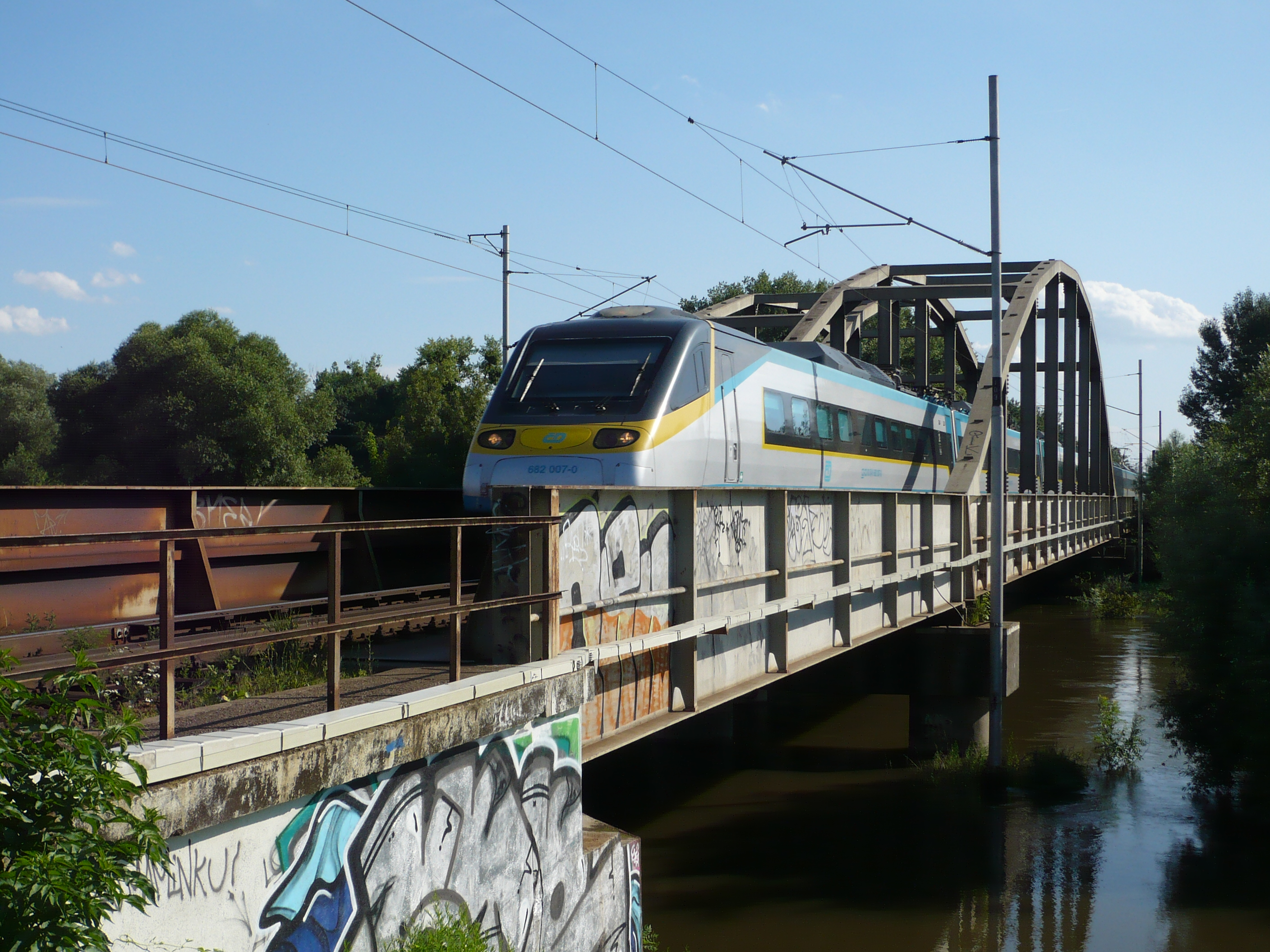
Most na Dyi – SuperCity Pendolino

Kolej Północna (oficjalnie „C.K. Uprzywilejowana Kolej Północna Cesarza Ferdynanda”; niem. K.u.K. privilegierte Kaiser Ferdinands-Nordbahn, KFNB; cz. Severní dráha Ferdinandova) – kolej wybudowana w granicach Cesarstwa Austrii, łącząca Wiedeń z Krakowem.
Kolej Północna biegła z Wiednia przez Brzecław, Przerów, Lipník nad Bečvou, Ostrawę, do Bogumina, gdzie miała połączenie z kolejami pruskimi, a poprzez nie z uruchomioną 13 października 1847 Koleją Krakowsko-Górnośląską, łącząca Kraków z Jaworznem-Szczakową, a następnie Jaworzno-Szczakową z Mysłowicami. Dopiero budowa linii z Bogumina przez Zebrzydowice, Dziedzice, Oświęcim, Chrzanów i Trzebinię umożliwiła rezygnację z tranzytu przez terytoria pruskie. Odcinek ten został w całości uruchomiony w marcu 1856 r., a dzięki bocznej linii Kolei Północnej połączenie kolejowe otrzymało również wtedy Bielsko. Powstała także odnoga Ostrawa – Opawa.
Pierwsze prace poprzedzone zostały wystawieniem dokumentu koncesyjnego (4 marca 1836), zgodnie z którym koncesjonariuszem był „Wechselhaus S.M. von Rotschild”. Kolejnych 3 koncesji udzielono (lata: 1873, 1885–1886) spółce „C.K. Uprzywilejowane Towarzystwo Akcyjne Kolei Północnej Cesarza Ferdynanda”. Dotyczyły one m.in. 2 linii kolejowych: Bielsko – Żywiec i Bielsko – Kalwaria. Nominalna wartość kapitału zakładowego w 1856 r. wynosiła 124,1 mln koron. Niemal pół wieku później (1905) wartość kapitału szacowano na 577,4 mln koron.
Kolej Północną Cesarza Ferdynanda oddawano do użytku sukcesywnie idąc od Wiednia, a ogólna długość linii kolejowych Kolei Północnej sukcesywnie rosła. W 1856 wynosiła 531 km, 2 lata później 626 km, by w 1888 osiągnąć stan 1143 km. Na początku XX w., w 1902, długość linii wyniosła 1309 km. W 1862 Kolej Północna dysponowała znacznym taborem kolejowym. Składało się nań: 218 lokomotyw, 375 wagonów osobowych i 5617 wagonów towarowych. 11 lat później liczba lokomotyw przekroczyła 300 (318), wykorzystując do przewozu pasażerów i towarów 602 wagony osobowe i 9432 wagony towarowe. W 1888 eksploatowano 408 lokomotyw, 589 wagonów osobowych i 12 807 wagonów towarowych.
W 1856 r. z usług Kolei Północnej skorzystało 1,6 mln pasażerów. 3 lata później przewozy pasażerów wzrosły o 1 mln osób. W latach 1860–1883 Koleją Północną podróżowało rocznie od 1,7 do 2,9 mln pasażerów. Schyłek XIX w. przyniósł znaczne ożywienie ruchu pasażerskiego. W 1884 przewieziono 3,1 mln osób; 4 lata później 4,8 mln; w 1892 8,4 mln. Rok 1898 przyniósł Kolei Północnej rekordową frekwencję – przewieziono wówczas 13,26 mln pasażerów. W pierwszym roku XX w. liczba ta wzrosła do 15,2 mln osób.
Do 1878 r. pasażerowie mogli podróżować w wagonach o zróżnicowanym standardzie, stosownie do ich możliwości finansowych. Najzamożniejsi klienci korzystali z wagonów 1 klasy, dla najmniej wymagających pozostawały wagony 4 klasy. W tamtym okresie w najlepszych warunkach podróżowało tylko 1,6-2,6% pasażerów. Z przejazdu w 2 klasie korzystało 14-21%. Największą popularnością cieszyła się wśród pasażerów 3 klasa – wagonami tej klasy podróżowało 45-71% klientów. W 1879 r. zlikwidowano możliwość podróżowania 4 klasą. Od tego roku sukcesywnie spadał udział przejazdów 1 klasą: w 1879 podróżował nią co 57 pasażer – w 1906 była to 1 osoba na 286 pasażerów. Podobna sytuacja dotyczyła przejazdów 2 klasą. Gros pasażerów korzystała z wagonów 3 klasy: w 1879 było ich 80%, a ćwierć wieku później 93%.
W latach 1856–1866 Kolej Północna przewoziła ładunki i towary o łącznej masie od 1,1 do 1,9 mln t. Kolejne lata przyniosły dynamiczny wzrost przewozów towarowych: z 2,9 mln t (1867) do 4,2 mln t (1872) i 5,1 mln t (1880). Zlecających ładunki wciąż przybywało, stąd 8 lat później przewieziono ich już 10,1 mln t. Rok 1898 zamknięto wynikiem 15,6 mln t, a w 1906 klienci zlecili do przewozy towary o łącznej wadze 19,5 mln t.
Siedziba kolei oficjalnie mieściła się w Wiedniu, de facto w Krakowie. Począwszy od 31 października 1906, właścicielem Kolei Północnej stały się Cesarsko-Królewskie Koleje Państwowe (kkStB).

## Chronologiczny wykaz odcinków kolejowych otwartych lub przejętych przez Kolej Północną
- 17 listopada 1837: Floridsdorf – Wagram dł. 13,12 km
- 1838
  - 6 stycznia: Wien – Floridsdorf dł. 5,08 km
  - 16 kwietnia: Wagram – Gänserndorf dł. 13,11 km
- 1839
  - 9 maja: Gänserndorf – Dürnkrut dł. 18,75 km
  - 6 czerwca: Dürnkrut – Lundenburg dł. 33,10 km
  - 7 lipca: Lundenburg – Brünn dł. 59,52 km
- 1841
  - 1 maja: Lundenburg – Hradisch dł. 54,85 km
  - 26 czerwca: Floridsdorf – Jedlersdorf dł. 1,60 km
  - 1 września: Hradisch – Prerau dł. 45,45 km
  - 17 października: Prerau – Olmütz dł. 22,66 km
- 15 sierpnia 1842: Prerau – Leipnik dł. 15,18 km
- 1 maja 1847: Leipnik – Oderberg dł. 77,25 km
- 1848
  - 20 sierpnia: Gänserndorf – Marchegg dł. 17,56 km
  - 1 września: Oderberg – Annaberg (granica pruska) dł. 3,26 km
- 17 grudnia 1855
  - Schönbrunn – Troppau dł. 28,19 km
  - Oderberg – Dzieditz dł. 50,76 km
  - Dzieditz – Bielitz dł. 10,57 km
- 1 marca 1856
  - Trzebinia – Auschwitz dł. 25,24 km
  - Dzieditz – Auschwitz dł. 21,39 km
- 1 stycznia 1858
  - Kraków – Trzebinia – Mysłowice dł. 65,17 km
  - Szczakowa – Granica (Maczki) dł. 1,62 km
- 30 sierpnia 1869: Brünn – Niesamislitz – Prerau dł. 89,39 km
- 1 lipca 1870: Niesamislitz – Olmütz – Prerau dł. 52,85 km
- 30 grudnia 1872: Lundenburg – Grussbach dł. 42,62 km
- 8 grudnia 1873: Neusiedl – Laa – Zellerndorf dł. 53,29 km
- 18 sierpnia 1878: Bielitz – Saybusch dł. 20,31 km
- 1 grudnia 1880: Hullein – Kremsier dł. 7,72 km
- 23 października 1881: Kremsier – Zborowitz dł. 16,52 km
- 1882
  - 24 września: Hullein – Holleschau dł. 7,49 km
  - 15 października: Holleschau – Bistritz dł. 10,85 km
- 1 listopada 1884: Marisch-Weiskirchen – Krasna dł. 24,77 km
- 1885
  - 25 stycznia: Krasna – Meseritsch dł. 1,40 km
  - 1 czerwca
    - Wallachisch-Meseritsdch – Rauczka dł. 6,69 km
    - Rauczka – Wsetin dł. 11,47 km
- 1888
  - 1 stycznia: Kraków – Podgórze (Płaszów) – Bonarka dł. 7,89 km
  - 1 czerwca
    - Kojetín – Kremsier dł. 8,71 km
    - Bistritz – Meseritsch dł. 25,12 km
    - Krasna – Friedland dł. 39,54 km
    - Friedeck – Bielitz dł. 68,94 km
    - Bielsko-Kalwaria – Kalwaria Zebrzydowska dł.58,73 km

  - 18 grudnia: Golleschau – Ustroń dł. 5,41 km
- 1889
  - 1 czerwca: Hotzendorf – Neutitschein dł. 10,07 km
  - 1 października
    - Drösing – Zistersdorf dł. 11,31 km
    - Rohatitz – Straßnitz dł. 4,72 km
- 1 października 1890: Stauding – Wagstadt dł. 7,49 km
- 1891
  - 18 czerwca: Göding – Holics (granica węgierska) dł. 2,23 km
  - 15 października
    - Zauchtl – Bautsch dł. 38,83 km
    - Zauchtl – Fulnek dł. 9,50 km
- 1892
  - 1 stycznia: Krasna – Roznau dł. 13,18 km
  - 25 czerwca: Troppau – Benisch dł. 29,66 km
- 1895
  - 17 września
    - Branowitz – Pohrlitz dł. 8,32 km
    - Rohrbach – Groß Seelowitz dł. 2,35 km

  - 1 października: Kojetín – Tobitschau dł. 10,53 km
- 1 września 1898: Petrowitz – Karwin dł. 9,83 km